# Ordre de Saint-Michel

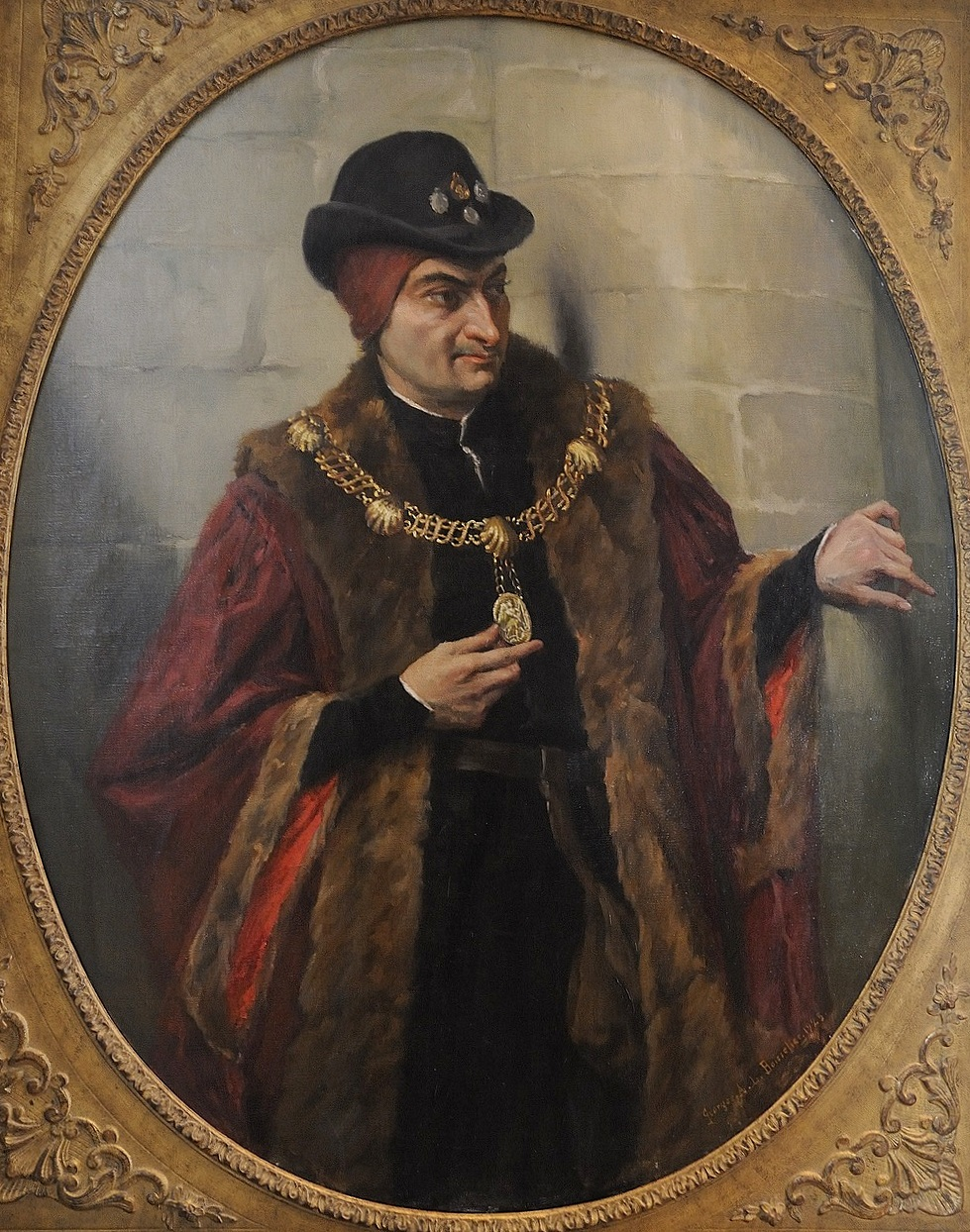
Louis XI portant le collier de l'ordre de Saint-Michel, tableau peint en 1925 par Georges A. L. Boisselier.

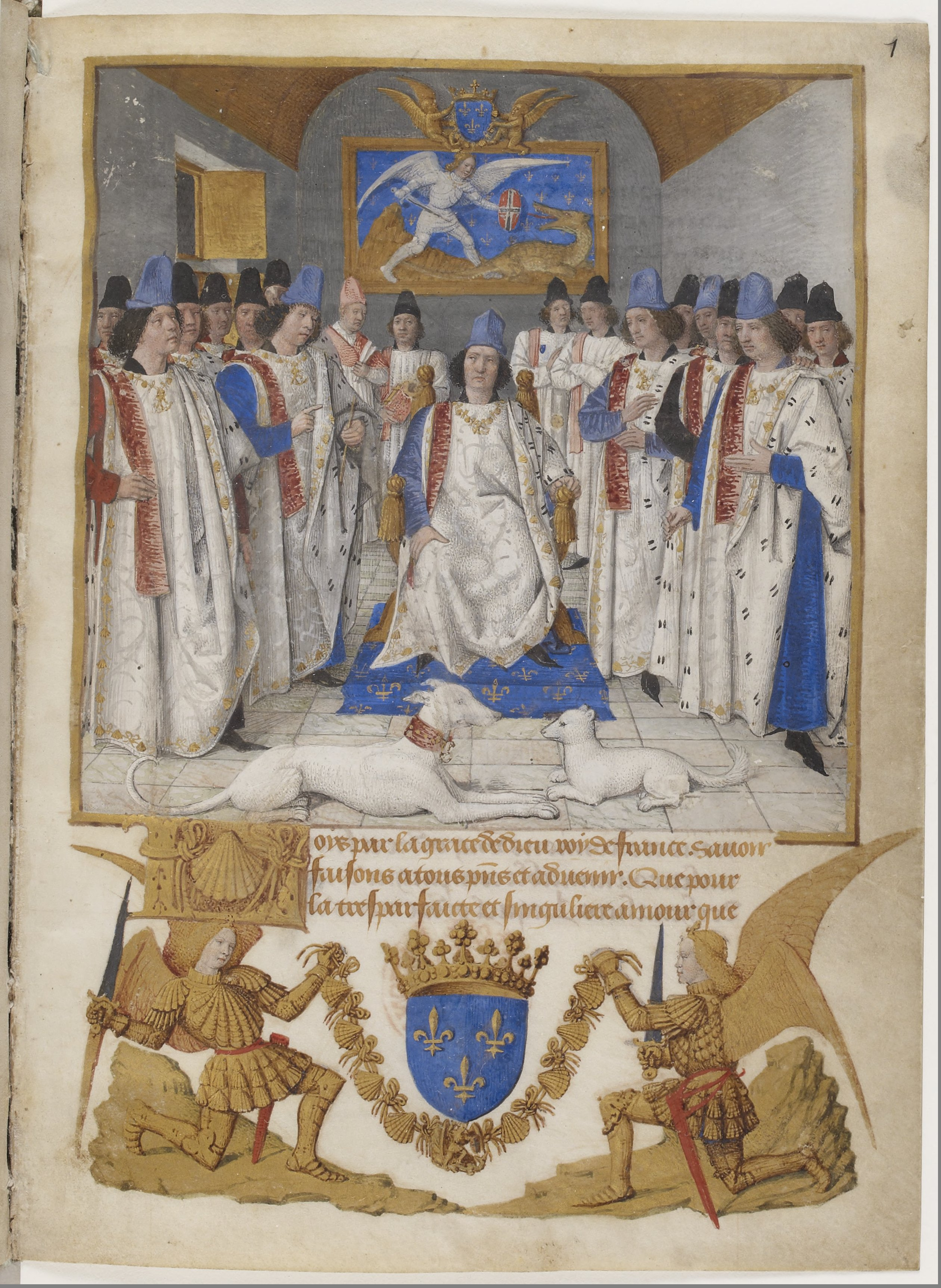
Louis XI au milieu de ses chevaliers portants le manteau, le chaperon et le collier de l'ordre. Statuts de l'ordre de Saint-Michel, par Jean Fouquet.

Pour les articles homonymes, voir Ordre de Saint-Michel (Bavière), Ordre de Saint-Michel et Saint-George et Ordre de Saint-Michel Archange.
L'ordre de Saint-Michel est un ordre de chevalerie, fondé à Amboise le 1er août 1469 par Louis XI, sous le nom d'« Ordre et aimable compagnie de monsieur saint Michel ». Les membres de l'ordre de Saint-Michel se disaient « chevaliers de l'ordre du Roi », alors que les chevaliers de l'ordre du Saint-Esprit s'intitulaient « chevaliers des ordres du Roi ». Son siège était établi à l'abbaye du Mont-Saint-Michel.
Sa fête est le 29 septembre, jour des anges et de la dédicace du château Saint-Ange à l'archange saint Michel, saint patron du royaume de France jusqu'au vœu de Louis XIII.

## Fondation
Il fut fondé en 1469 réplique à la fondation de l'ordre bourguignon de la Toison d'Or. Ses statuts étaient copiés presque mot pour mot sur ceux de l'ordre bourguignon. Le roi de France le dirigeait et les chevaliers, au nombre de trente-six, devaient lui prêter serment. Son siège était établi dans la grande salle de l'abbaye du Mont-Saint-Michel où se trouvaient peintes les armes de tous les anciens chevaliers. Ce choix s'explique par la résistance héroïque du Mont face aux Anglais pendant la Guerre de Cent Ans et par la dévotion particulière de Louis XI pour l'archange. Le prieur grandmontain de Vincennes est nommé chancelier perpétuel de l'ordre dès 1469.
Le cardinal de Lorraine devient chancelier de l'ordre en 1547. Le roi Henri II en transféra le siège en 1557 en la Sainte-Chapelle de Vincennes, dont le maître-autel porte l'emblème de l'ordre de Saint-Michel. Le siège fut par la suite transféré par Louis XIV aux Cordeliers de Paris (14 juillet 1661). Cela permettait au roi de se créer un réseau de fidélités qui n'étaient plus directement liées aux fidélités féodales.

## Insignes
Lors des fêtes religieuses majeures et des grandes occasions, les chevaliers devaient porter « un collier d'or fait [de] coquilles lassées, l'une avec l'autre, d'un double las » auquel était suspendu un médaillon représentant l'archange, debout sur un roc, terrassant le dragon. C'est par le biais du pèlerinage au Mont-Saint-Michel que les coquilles Saint-Jacques, symbole des pèlerins, étaient associées depuis longtemps à l'imagerie de saint Michel. Les armoiries de l'abbaye portaient des coquilles, et le saint a fréquemment été représenté avec une cuirasse en forme de coquilles. Ce collier pesait 200 à 300 écus d'or (soit environ 700 à 1 050 grammes). Il ne pouvait pas être enrichi de pierreries et restait la propriété de l'ordre. Il devait donc être restitué à la mort du récipiendaire.
Le reste du temps, les chevaliers pouvaient se contenter d'un simple médaillon représentant « monsieur saint Michel », suspendu à un lacet de soie ou à une chaîne. Sous Louis XIV, ce médaillon est placé au milieu d'une croix de malte émaillée de blanc, suspendue à une écharpe de soie noire moirée, portés sur l'épaule droite.
Une tenue de cérémonie était prévue pour les fêtes de l'ordre : elle se composait d'un manteau de damas blanc brodé d'or sur la bordure et fourré d'hermine, porté sur une robe longue. La tenue était complétée par un chaperon rouge dont la cornette, brodée comme le manteau, devait pendre sur l'épaule. Cette tenue est rarement portée. Le chaperon se transforme en mantelet sous Henri III. Quand Louis XVI crée le petit habit de l'ordre du Saint-Esprit, à la fin de l'Ancien Régime (1766), il ordonne aussi un costume pour celui de Saint Michel, composé d'un habit, d'une culotte et d'un gilet noirs avec un manteau court de même à parements bleu-roi. Un chapeau noir à plumes noires et bleues complète la tenue.
Les chevaliers prennent l'habitude d'entourer leurs armoiries du collier de l'ordre, c'est pourquoi on trouve de nombreuses représentations de ses insignes dans des manuscrits et des monuments du XVIIe siècle.
Le portrait de Louis XI porteur du collier de l'ordre de Saint-Michel, peint par Georges A. L. Boisselier est une commande spécifique du musée de la Légion d'honneur et des ordres de chevalerie à sa création, pour illustrer le roi Louis XI fondateur de l'ordre pour lequel il n'y avait pas d'iconographie disponible. Le portrait a été acheté au peintre et est entré au musée le 1er février 1925. Il est aujourd’hui exposé dans la salle des ordres royaux.

## Devise
Sa devise est Immensi tremor oceani, ce qui signifie « la crainte de l’immense océan », dérivée de l’image de saint Michel regardant la mer depuis le mont Saint-Michel.
Elle trouverait son origine dans les nombreuses invasions anglaises subies par l'îlot. La tradition voulant en effet qu'à chaque fois que l'envahisseur s'approche du mont, son saint patron provoque de violents orages, rendant vaine toute tentative.

## Dévaluation de l'ordre
À partir des années 1560, dans le contexte troublé des guerres de Religion la limite de 36 membres est portée à 50, mais ce chiffre n'est pas tenu. L'Ordre agrège de nombreuses personnalités civiles, parfois non nobles qui s'en trouvent anoblies, par exemple des grands artistes.
L'Ordre fut alors, dit-on, bien déchu de la considération dont il jouissait jusqu'au milieu du XVIe siècle, par des nominations trop faciles de Catherine de Médicis. Brantôme le surnomme le « collier à toutes bestes ». L'abbé Angot montre avec l'exemple de Jean des Vaux que la faveur était parfois peu justifiée. S'il est vrai que des seigneurs et de hauts personnages aient à cette époque refusé une distinction précédemment si prisée, il faudrait voir une allusion à ce fait dans l'insistance que met le roi à exiger l'acceptation préalable du récipiendaire.
Henri III crée en 1578 l'ordre du Saint-Esprit. Il ne supprime pas l'ordre de Saint Michel, qui continue à exister mais il le réforme, en faisant le deuxième ordre du royaume. Les cent chevaliers du Saint Esprit devaient préalablement être membres de Saint-Michel, d'où l'expression de « chevalier des ordres du roi ». Il continue à être utilisé par le roi pour se créer une clientèle en province auprès de petits gentilshommes.

## Réforme de l'ordre
Au début du XVIIe siècle, les nominations sont si nombreuses que les effectifs dépassent le millier de chevaliers. C'est pourquoi Louis XIV doit réformer l'ordre par un règlement du 14 juillet 1661 et des nouveaux statuts du 12 janvier 1665. Il est décidé que le nombre de chevaliers serait de cent (en plus des cent chevaliers du Saint-Esprit). Dans ce nombre, doivent être compris 6 prêtres ou abbés et 6 membres des cours souveraines. Des chevaliers étrangers (honoraires) pouvaient être nommés en sus de cet effectif. Tout chevalier devait pouvoir prouver qu'il était catholique, noble, fils de noble et petit-fils de noble. Tous les ans, le roi députe un chevalier du Saint Esprit pour le représenter en qualité de grand-maître de l'ordre de Saint Michel. L'Ordre est décerné plus particulièrement à des écrivains, artistes et magistrats. Le collier n'est plus que rarement porté ; on lui substitue un ruban noir qui vaut à l'Ordre son surnom de « cordon noir ». La fête annuelle est enfin transférée au 8 mai, date de l'apparition de l'archange au Mont Gargan.
Comme l'explique Benoît de Fauconpret : « Au XVIIIe siècle, la très grande majorité des chevaliers de Saint-Michel sont des anoblis, aussi ils bénéficient lors de leur réception d'une dispense du roi pour les deux degrés qui leur manquent. Il arrive aussi assez souvent que le roi nomme dans l'ordre des roturiers ; avant leur réception, ceux-ci doivent alors obtenir un anoblissement, et bien sûr une dispense de deux degrés de noblesse. »

## Suppression et transformation en ordre dynastique

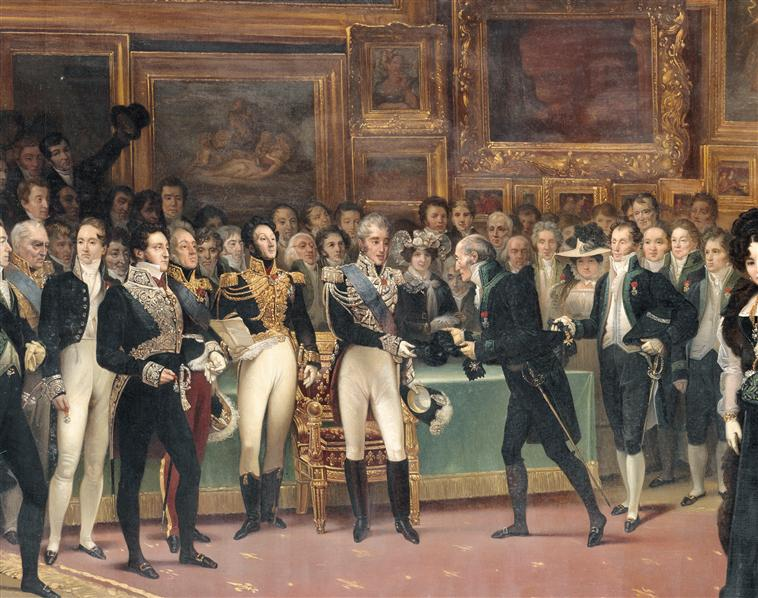
Roujat, d'après François Joseph Heim, Distribution des récompenses aux artistes à la fin du Salon de 1824, le 15 janvier 1825 : Charles X remet l'ordre de Saint-Michel à Cartellier, 1892, Versailles.

L'Ordre est supprimé en 1791, en même temps que toutes les distinctions de l'Ancien Régime. Il est recréé le 16 novembre 1816 par une ordonnance de Louis XVIII qui le transforme en récompense des mérites scientifiques, artistiques et littéraires. Les preuves de noblesses ne sont pas rétablies. Son effectif est maintenu à cent membres, sans compter les chevaliers du Saint-Esprit qui continuent à être automatiquement chevaliers de Saint-Michel, et les chevaliers honoraires (étrangers ou Français au service d'un autre État). Le petit costume noir à parements bleus est modernisé et une plaque d'argent semblable à la croix de l'ordre s'ajoute aux insignes de l'ordre.
Il est administré par le ministère de la maison du roi, puis par le ministre d'État, intendant-général de la maison du roi. Comme l'ordre du Saint-Esprit, l'ordre de Saint-Michel ne sera plus attribué par l'État à partir, en 1830, de la révolution de Juillet, sans être formellement supprimé par la monarchie de Juillet (ni par les régimes suivants), l'ordre de la Légion d'honneur restant le seul ordre national mentionné dans la charte de 1830 (article 63).
L'ordre de Saint-Michel devient un ordre dynastique.

## Un ordre précurseur
Pour certains, l'ordre de Saint-Michel devient un ordre dynastique de la branche aînée des Bourbon et dix nominations de chevaliers ont eu lieu entre 1929 et 1980.
Au sein du ministère français de la Culture, l'ordre des Arts et des Lettres est considéré comme l'héritier de l'ordre de Saint-Michel.
On peut, par exemple, lire sur le site ministériel que l'« ordre de Saint-Michel (1469 - 1830) peut être considéré comme le précurseur de l'ordre des Arts et des Lettres. Destiné à l'origine à la noblesse, il va tendre aux XVIIe et XVIIIe siècles à devenir un ordre de mérite civil où seront distingués de nombreux artistes, architectes, collectionneurs ou gens de lettres».

## Galerie

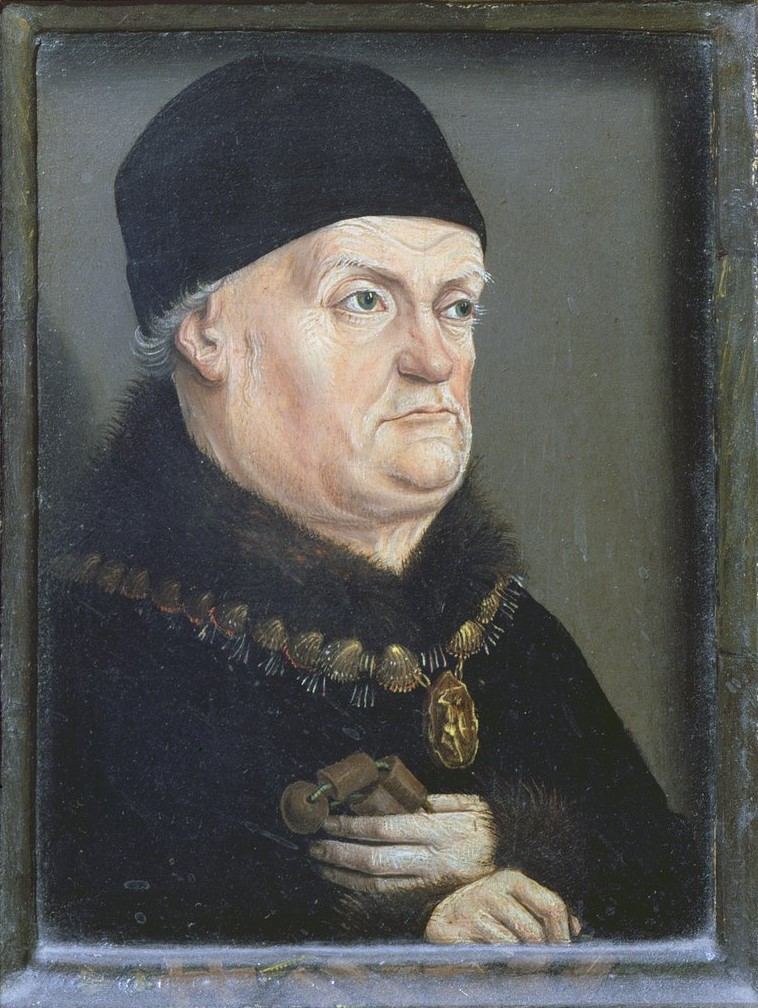
René d'Anjou, roi de Naples, de Sicile, d'Aragon et de Jérusalem, portant le collier de l'ordre.
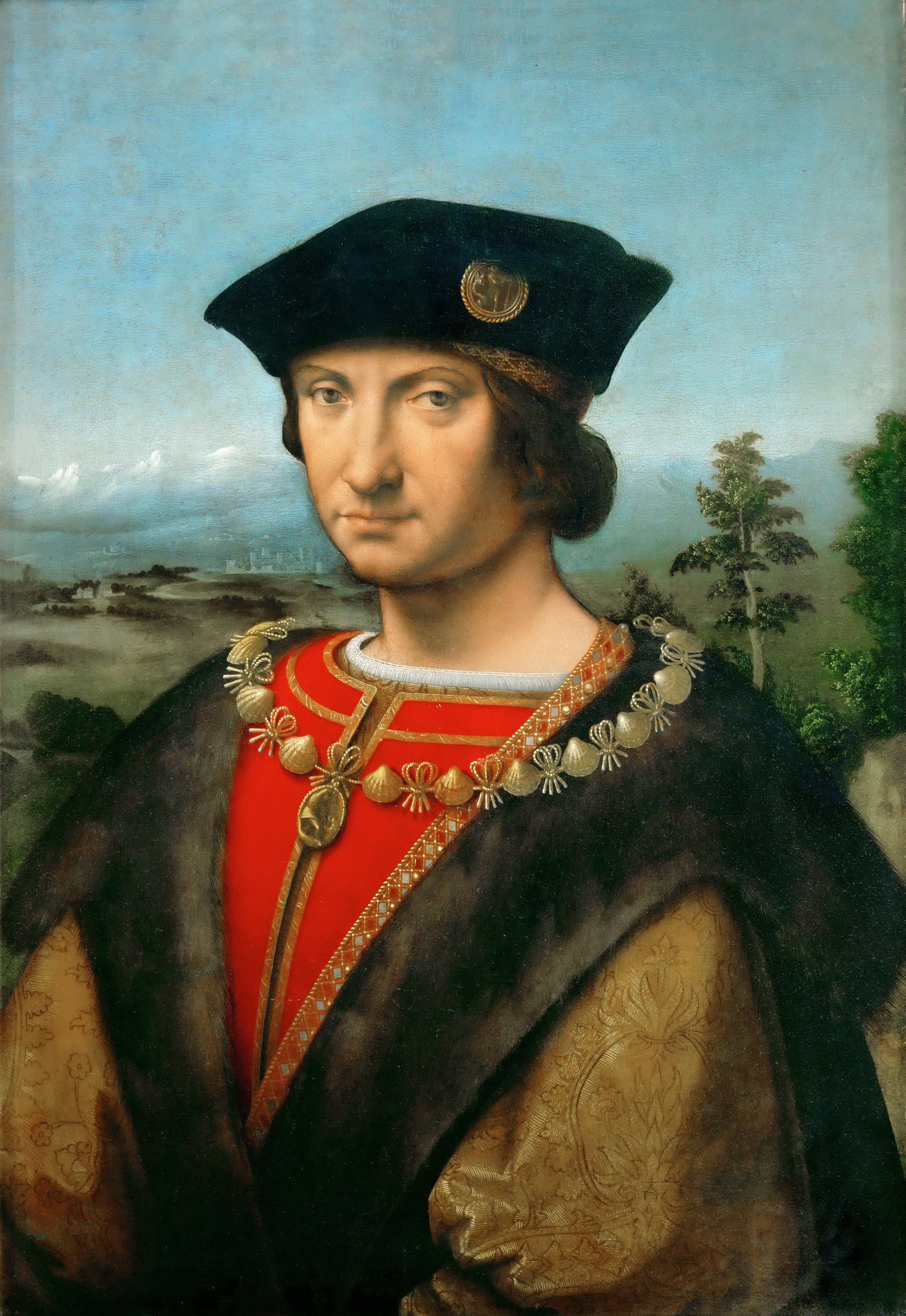
Charles II d'Amboise, seigneur de Chaumont, portant le collier de l'ordre de Saint-Michel.
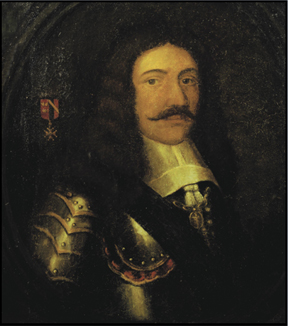
Gilles de La Roche-Saint-André, portant le cordon noir de l'ordre.
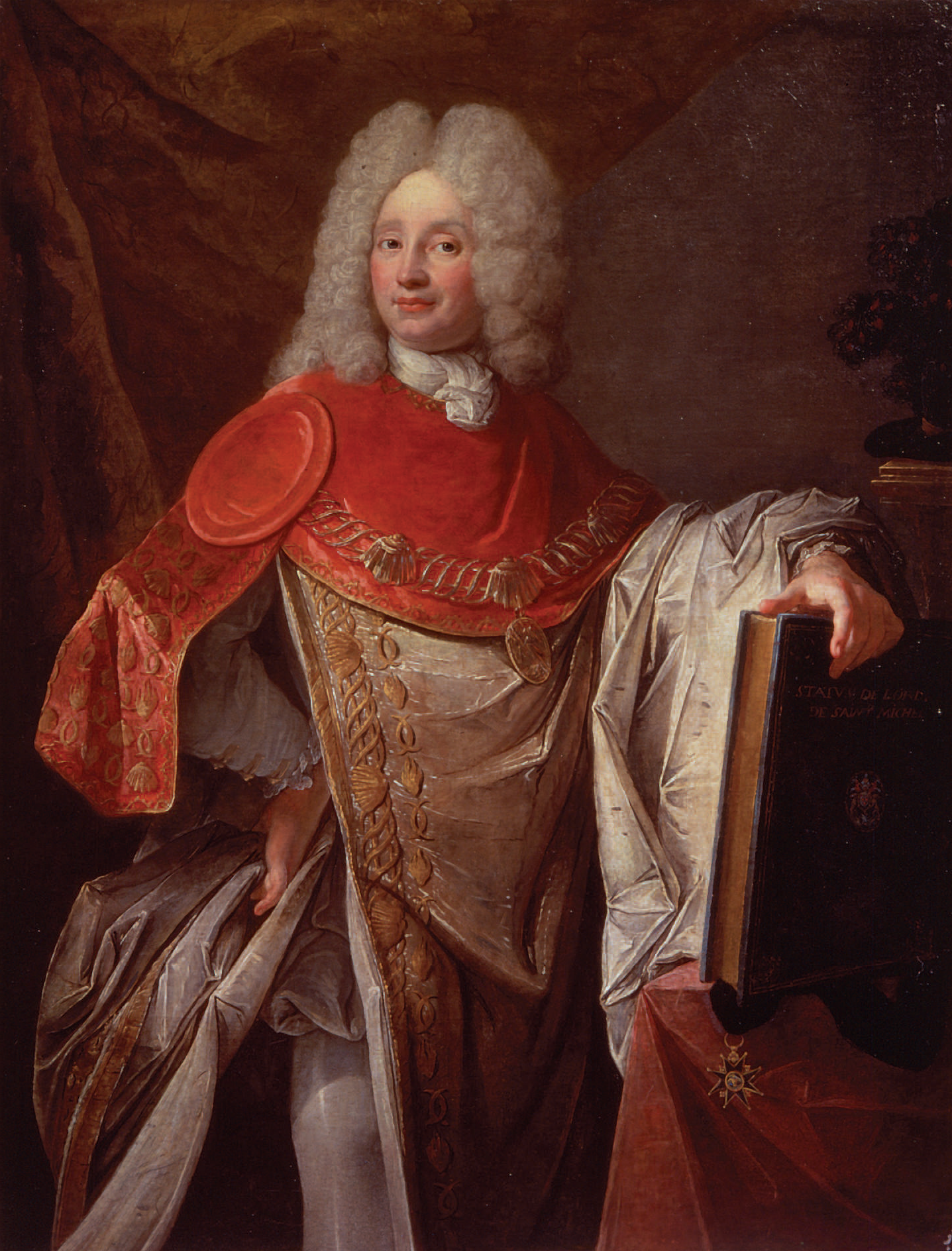
Philippe Joseph Perrotin de Barmond portant l'habit et le collier de l'ordre, Hyacinthe Rigaud, 1719.
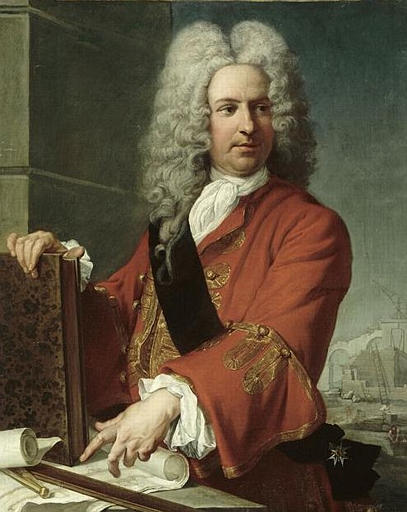
L'architecte Jacques Gabriel portant le cordon noir de l'ordre. XVIIIe siècle, Musée national du château de Versailles.
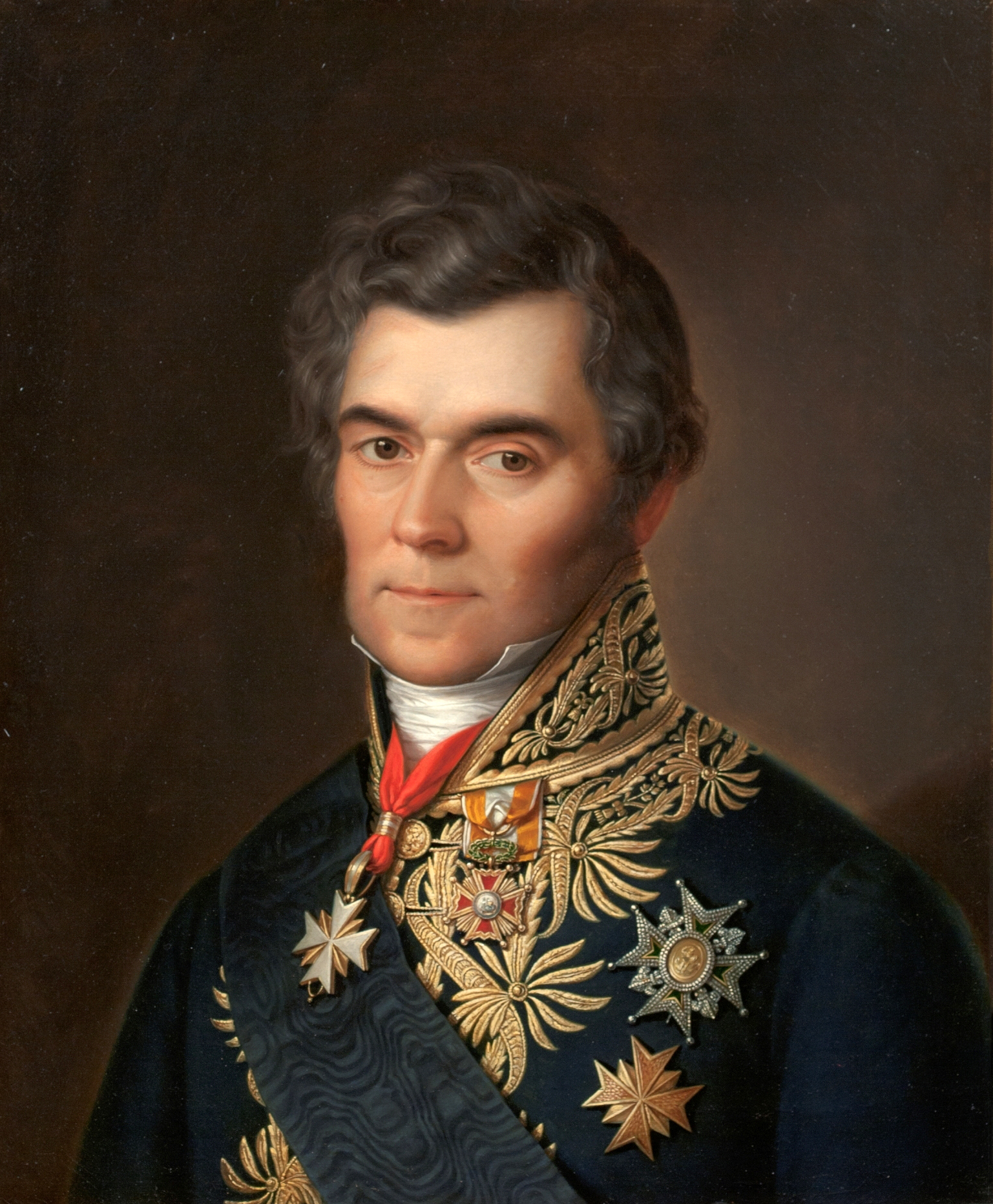
Le peintre espagnol Luis de la Cruz y Ríos, portant le cordon et la plaque de l'ordre (vers 1830).
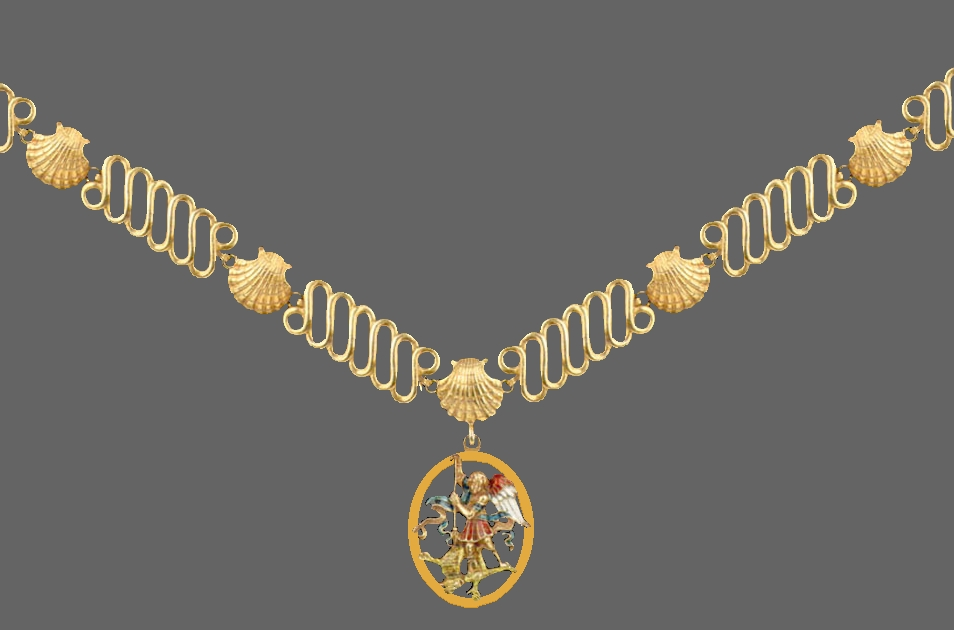
Collier de l'ordre de Saint-Michel (vers 1660).
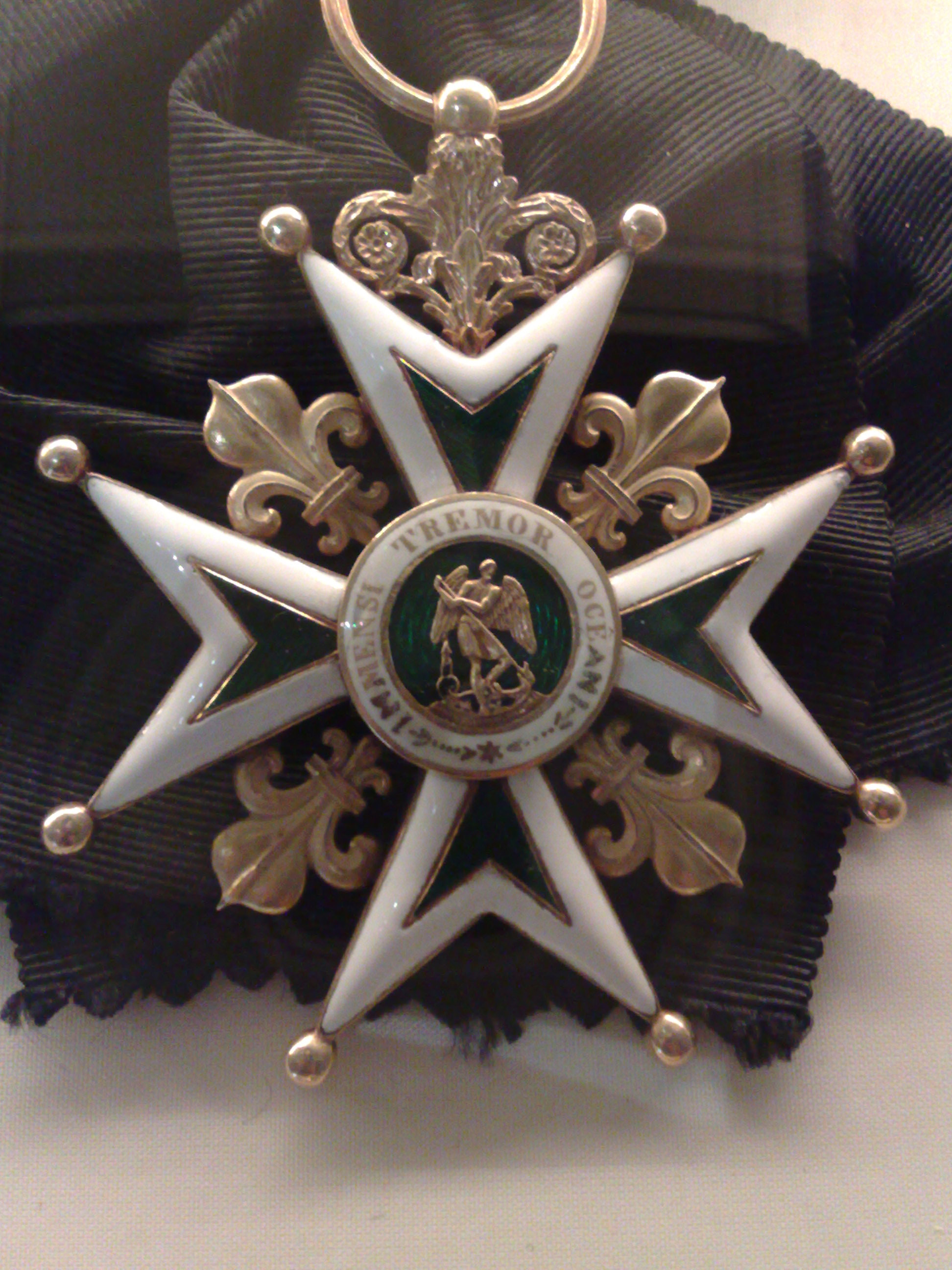
Croix de l'ordre de Saint-Michel.
Collier de l'ordre de Saint-Michel utilisé en héraldique.
Ruban noir de l'ordre.

## Sources et bibliographie
- Abbé Angot, Réception d'un chevalier de l'Ordre de Saint-Michel en 1571, dans Revue historique et archéologique du Maine, 1895, t. 38, p. 262-268, [lire en ligne]
- Benoît de Fauconpret, Les chevaliers de Saint Michel : 1665-1790, Le premier ordre de mérite civil, Paris, Éditions Patrice du Puy, 2007, 208 p. (ISBN 978-2-908003-35-2)Comprend une étude sur l'ordre de 1665 à 1790, et des notices sur les 464 chevaliers de la période.
- Statuts de l'ordre de Saint-Michel, Imprimerie royale, 1725 (lire en ligne)
- Louis Moreri, Nouveau supplement au grand dictionnaire historique généalogique, &c. de Louis Moreri pour servir à la dernière édition de 1732 & aux précédentes, tome 2, h-Z, p. 126-131, Paris, 1749 (lire en ligne)
- Adolphe Dutilleux, Notice sur un manuscrit du XVIème siècle contenant le texte des Statuts de l'Ordre de Saint-Michel appartenant à la Bibliothèque communale de Saint-Germain-en-Laye, Versailles, Aubert, 1884
- Philippe Contamine, « L'ordre de Saint-Michel au temps de Louis XI et de Charles VIII », dans Bulletin de la Société nationale des antiquaires de France, 1976 p. 212-238 (lire en ligne)